# 張學顏 (嘉靖乙丑進士)
張學顏（？—？），字子的，號旋衢，廣東瓊州府瓊山縣人，民籍，明朝政治人物。

## 生平
嘉靖二十八年（1549年）己酉科廣東鄉試第二十六名舉人。嘉靖四十四年（1565年），登三甲第一百五十五名進士。兵部观政，本年八月授建德知县，四十五十一月调当涂县，隆慶二年（1568年）二月调容县，四年二月升南大理寺评事，丁忧。万历四年（1576年）十一月复除大理寺，五年正月升左寺副，八年正月升右寺正，十月升庆远府知府，九年二月年老致仕。

## 家族
曾祖父張實；祖父張受；父張儼，母林氏。